# Косув-Ляцки
Косув-Ляцки (пол. Kosów Lacki)  —  город  в Польше, входит в Мазовецкое воеводство,  Соколувский повят.  Имеет статус городско-сельской гмины. Занимает площадь 11,57 км². Население — 2152 человек (на 2004 год).

## История
Статус города получил 1 января 2000 года. 